# Acheng
Acheng (en chino, 阿城; pinyin, Āchéng) es un distrito urbano bajo la administración directa de la Subprovincia de Harbin, capital de la Provincia de Heilongjiang, República Popular China.  Su área es de 2449 km², de los cuales 40 km² es zona urbana, su población total para 2010 superó los 596 mil habitantes.

## Administración
Desde julio de 2023, el  Distrito Acheng se divide en 19 pueblos que se administran en 15 subdistritos y 4 poblados.

## Toponimia
El nombre Acheng está formado por A (阿) abreviatura de Alchuka que en manchú significa 'oro' y se refiere al antiguo nombre del río Ash (阿什) que baña la región, mientras que Cheng es una partícula que en chino significa 'ciudad' (城) .